# Vlăngărești
Vlăngărești – wieś w Rumunii, w okręgu Aluta, w gminie Vulturești. W 2011 roku liczyła 541 mieszkańców. 